# Hans-Jürgen Pabst
Hans-Jürgen Pabst (* 24. März 1954 in Meiningen; † 18. Mai 2018 in Berlin) war ein deutscher Schauspieler.

## Leben

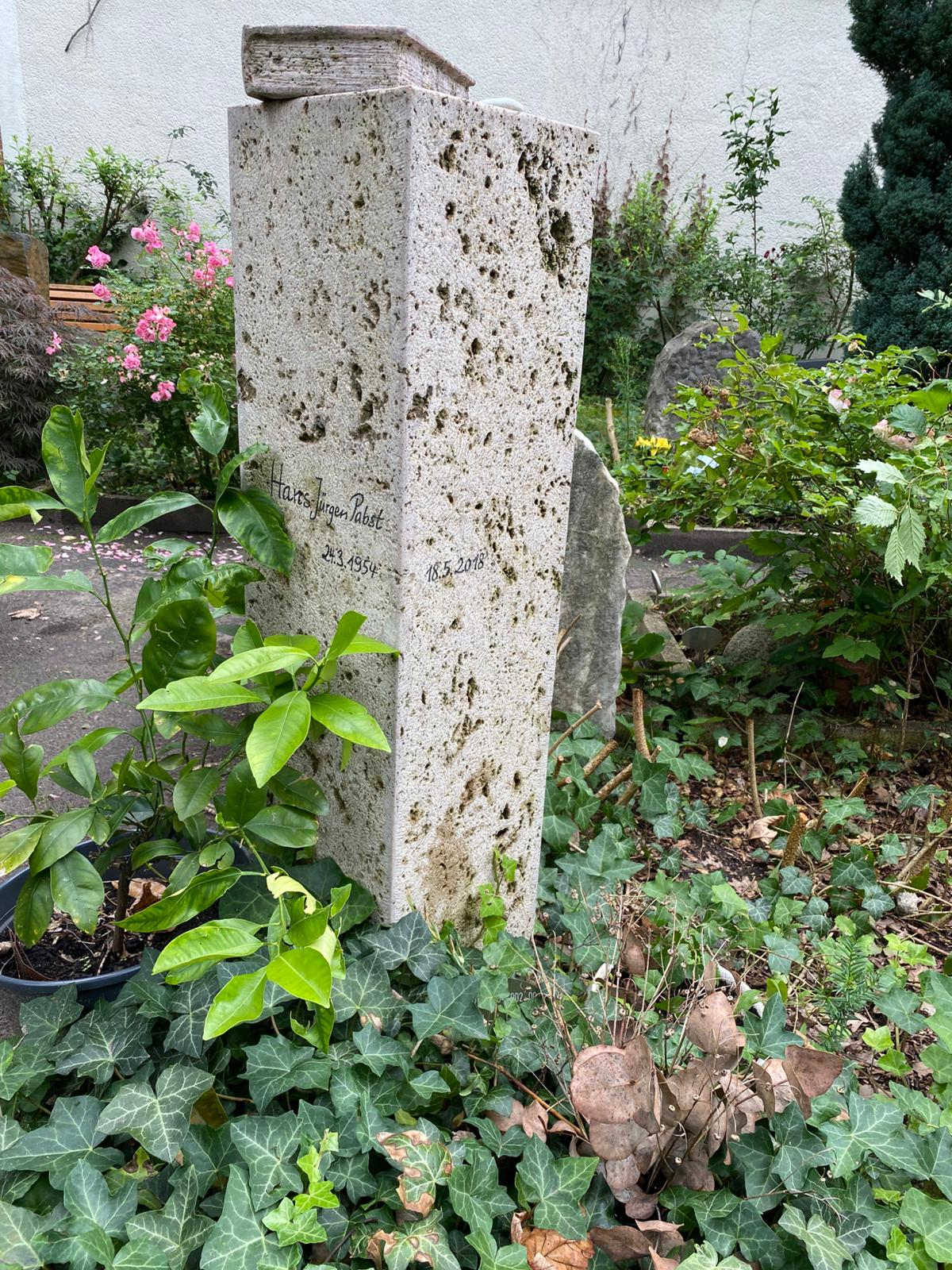
Grabstätte

Nach dem Abitur erlernte Hans-Jürgen Pabst den Beruf des Lokschlossers. Von 1975 bis 1978 studierte er an der Hochschule für Schauspielkunst „Ernst Busch“ Berlin. Engagements hatte er in Bautzen, Zwickau und an den Uckermärkischen Bühnen Schwedt, wo er mit der Regisseurin Freya Klier arbeitete. Ab 1987 leitete Pabst für unbestimmte Zeit eine Straßentheatergruppe, nach 1990 spielte er häufig an Tourneetheatern.
Seit den 1980er-Jahren arbeitete Pabst gelegentlich auch vor der Kamera, meist in kleineren Rollen, wie in neun Folgen der Krimiserie Polizeiruf 110. Daneben veranstaltete er Lesungen und andere Projekte.
Er ist auf dem Friedhof der Dorotheenstädtischen und Friedrichswerderschen Gemeinden in Berlin-Mitte bestattet.

## Filmografie
- 1983: Antrag auf Adoption
- 1983: Bühne frei!
- 1983: Zille und ick
- 1983: Fariaho
- 1984: Der Staatsanwalt hat das Wort – Ein leeres Haus
- 1984: Polizeiruf 110 – Draußen am See
- 1985: Die Gabe der Fee
- 1985: Polizeiruf 110 – Laß mich nicht im Stich
- 1985: Der Staatsanwalt hat das Wort – Verblendet
- 1985: Polizeiruf 110 – Treibnetz
- 1986: Das Haus am Fluß
- 1986: Polizeiruf 110 – Ein großes Talent
- 1986: Polizeiruf 110 – Parkplatz der Liebe
- 1986: Rund um die Uhr – Die verlorene Tochter
- 1987: Einzug ins Paradies – Der sechste Tag
- 1987: Polizeiruf 110 – Im Kreis
- 1987: Die erste Reihe (Fernsehfilm)
- 1989: Polizeiruf 110 – Gestohlenes Glück
- 1990: Der Streit um des Esels Schatten
- 1990: Klein, aber Charlotte
- 1990: Der Staatsanwalt hat das Wort – Im Regen tanzen
- 1991: Polizeiruf 110 – Mit dem Anruf kommt der Tod
- 1991: Polizeiruf 110 – Thanners neuer Job
- 1994: Praxis Bülowbogen – Eine längere Geschichte
- 2006: Komm näher
- 2007: Alles was zählt (Folge 237)
- 2012: Bardo (Kurzfilm)